# Gaasterland-Sloten

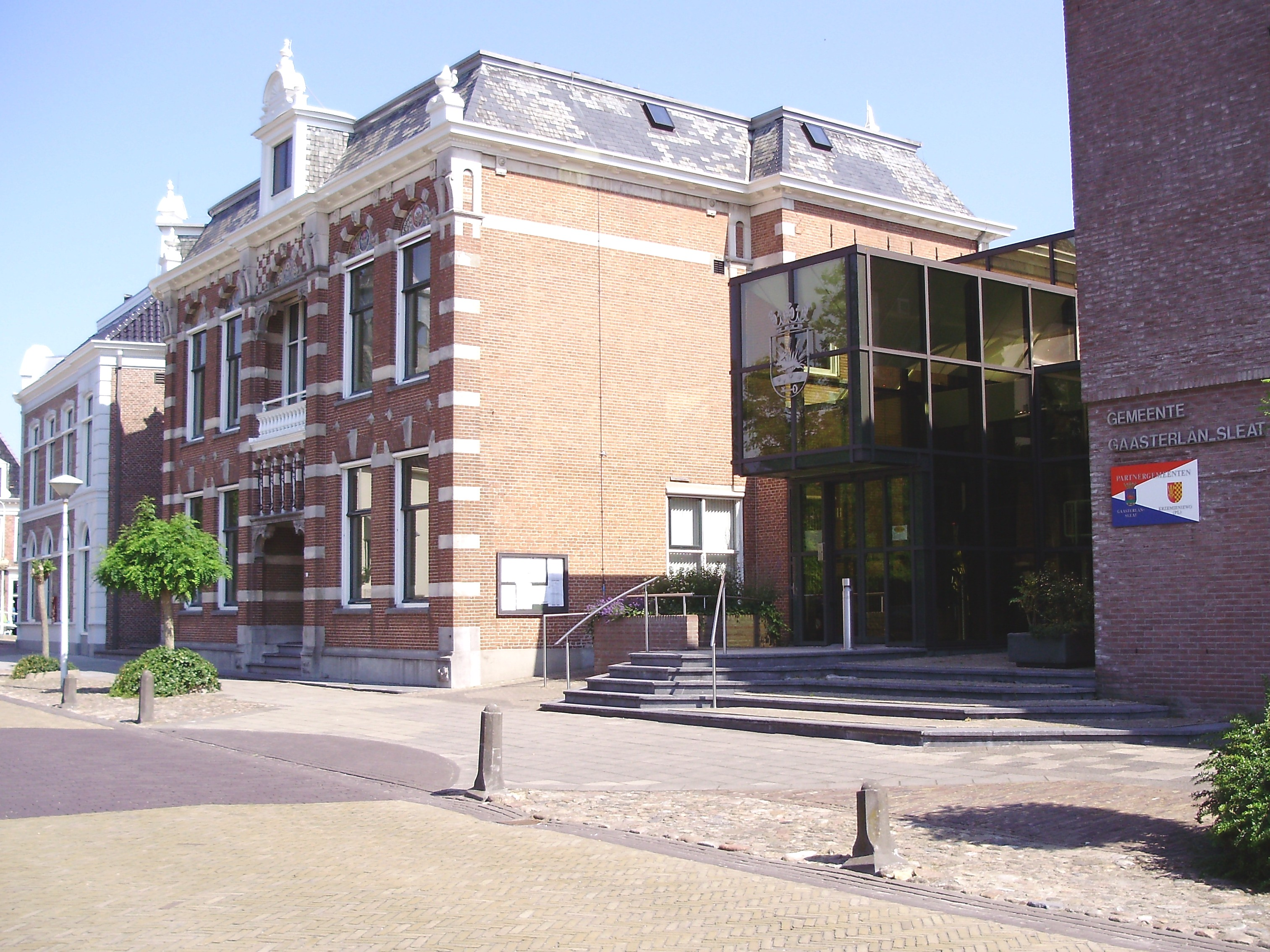
Gemeentehuis van Gaasterland-Sloten (2008)

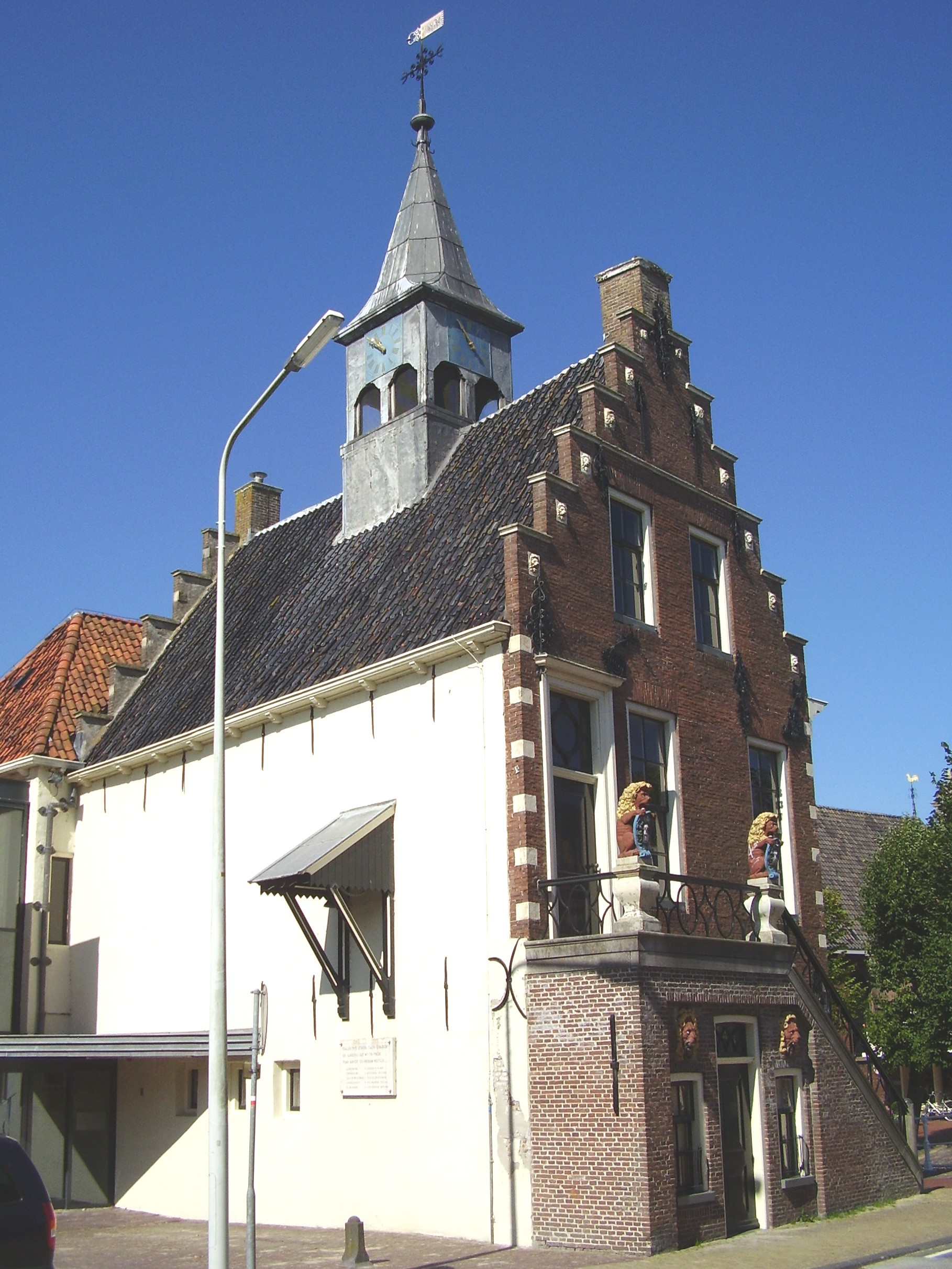
Raadhuis tegenover het gemeentehuis (2007)

Gaasterland-Sloten (uitspraakⓘ) (Fries en officieel sinds 6 juni 1985: Gaasterlân-Sleat) was een gemeente in de Nederlandse provincie Friesland. De gemeente had 10.186 inwoners (1 november 2013, bron: CBS) en een oppervlakte van 209,29 km², waarvan 114,06 km² water. Op 1 januari 2014 ging de gemeente op in de nieuw ontstane gemeente De Friese Meren.
De gemeente was gelegen aan het IJsselmeer in het zuiden van de provincie. In de gemeente bevond zich de streek Gaasterland. De gemeente werd ontsloten door de N359.

## Ontstaan
De gemeente is na de gemeentelijke herindeling op 1 januari 1984 gevormd door de fusie met de voormalige gemeenten Gaasterland, Sloten en een klein deel van Hemelumer Oldeferd.
Aanvankelijk was Gaasterland de naam van de nieuwe gemeente, maar al na anderhalf jaar, in juni 1985, werd de naam gewijzigd in het Friestalige Gaasterlân-Sleat.

## Fusiegemeente
De gemeente is per 1 januari 2014 gefuseerd met de gemeenten Lemsterland en Skarsterlân tot de nieuwe gemeente De Friese Meren (per 1 juli 2015 officieel De Fryske Marren geheten). De gemeenteraad had graag gezien dat de fusie een jaar eerder al was doorgevoerd, maar het wetsvoorstel van de minister van Binnenlandse Zaken had 1 januari 2014 als ingangsdatum. In 2013 werkten de beoogde fusiepartners wel al samen in één ambtelijke bestuursdienst. Met uitzondering van de griffie van de raad waren hierin alle gemeentelijke organisaties opgegaan. Deze fusie was gebaseerd op de Wet gemeenschappelijke regelingen. Op grond van deze wet kunnen bestuursorganen als burgemeester en wethouders alsmede de burgemeester samenwerken in en bevoegdheden overdragen aan een openbaar lichaam. In dit geval het openbaar lichaam De Friese Meren. Het Algemeen en Dagelijks bestuur wordt gevormd door de colleges van Burgemeester en Wethouders van de drie gemeenten. Deze ambtelijke samenwerking eindigde op 31 december 2013 en vloeide op 1 januari 2014 over in de nieuwe gemeentelijke organisatie van De Friese Meren. De gemeenteraden werkten sinds eind 2012 samen door alle raadsvoorstellen in gemeenschappelijke commissies voor te bereiden. In deze commissies hadden raadsleden zitting. Vervolgens namen de drie gemeenteraden (elk in hun eigen vergadering) de noodzakelijke besluiten.

## Plaatsen
De gemeente Gaasterland-Sloten omvatte Sloten, een van de Friese elf steden, en dertien dorpen. De Nederlandse namen zijn de officiële. De hoofdplaats was het dorp Balk.
De plaatsnaamborden zijn in de hele gemeente tweetalig Nederlands en Fries. Omdat de gemeente een voorkeursbeleid voor de Friese namen propageert, worden de Nederlandse namen onder de Friese namen vermeld.

### Stad en dorpen
Aantal inwoners per woonkern op 1 januari 2011:
| Nederlandse naam | Friese naam | Inwoners |
| ---------------- | ----------- | -------- |
| Balk             | Balk        | 3759     |
| Oudemirdum       | Aldemardum  | 1350     |
| Bakhuizen        | Bakhuzen    | 1047     |
| Sloten           | Sleat       | 763      |
| Wijckel          | Wikel       | 675      |
| Nijemirdum       | Nijemardum  | 560      |
| Harich           | Harich      | 525      |
| Sondel           | Sondel      | 433      |
| Elahuizen        | Ealahuzen   | 355      |
| Oudega           | Aldegea     | 285      |
| Rijs             | Riis        | 179      |
| Ruigahuizen      | Rûgehuzen   | 117      |
| Mirns            | Murns       | 110      |
| Kolderwolde      | Kolderwâlde | 65       |

Bron: Website gemeente Gaasterlân-Sleat

### Buurtschappen
Naast deze officiële kernen bevonden zich in de gemeente de volgende buurtschappen:
- Bargebek
- Delburen (Delbuorren)
- Hooibergen (Heaburgen)
- Nieuw Amerika (Nij Amerika)
- Schouw (Skou)
- Tacozijl (Teakesyl)
- Trophorne
- Vrisburen (Frisbuorren)
- Westerend-Harich (Westerein Harich)

## Gemeentebestuur
De gemeenteraad van Gaasterland-Sloten bestond uit 15 zetels. Hieronder staat de samenstelling van de gemeenteraad sinds 1998 in zetelaantallen:
| Partij           | 1998 | 2002 | 2006 | 2010 |
| CDA              | 5    | 5    | 5    | 4    |
| FNP              | 3    | 3    | 3    | 5    |
| VVD              | 2    | 4    | 2    | 3    |
| PvdA             | 2    | 2    | 3    | 2    |
| ChristenUnie     | 1    | 1    | 1    | 1    |
| Gemeentebelangen | -    | -    | 1    | -    |
| Totaal           | 13   | 15   | 15   | 15   |

## Aangrenzende gemeenten
| Aangrenzende gemeenten | Aangrenzende gemeenten | Aangrenzende gemeenten | Aangrenzende gemeenten | Aangrenzende gemeenten |
| ---------------------- | ---------------------- | ---------------------- | ---------------------- | ---------------------- |
|                        |                        | Súdwest-Fryslân        |                        | Skarsterlân            |
|                        |                        |                        |                        |                        |
|                        |                        |                        |                        |                        |
|                        |                        |                        |                        |                        |
| Enkhuizen              |                        | Noordoostpolder        |                        | Lemsterland            |

## Wateren
In de provincie Friesland zijn doorgaans in alle gemeenten op het vasteland, waaronder de gemeente Gaasterland-Sloten sinds 15 maart 2007 de Friese namen van de oppervlaktewateren de officiële namen. De Nederlandse waternamen zijn afkomstig van de Topografische Dienst van Kadaster Geo-Informatie.

### Meren en poelen
In de gemeente Gaasterland-Sloten bevonden zich de volgende meren en poelen:
| Nederlandse naam       | Friese naam |
| ---------------------- | ----------- |
| De Dollen              | De Dollen   |
| De Holken              | De Holken   |
| Fluessen               | De Fluezen  |
| Het Zwin               | It Swin     |
| IJsselmeer (officieel) | Iselmar     |
| Oorden                 | De Oarden   |
| Oud-Karre              | Aldkarre    |

| Nederlandse naam | Friese naam    |
| ---------------- | -------------- |
| Slotermeer       | Sleattemer Mar |
| Sondelerleien    | Sondeler Leien |
| Wiede Rien       | Wide Rien      |
| Wijckelerhop     | Wikeler Hop    |
| Wyldemerk        | Wyldemerk      |
| Zandpoel         | Sânpoel        |

De Fluessen, De Holken en het Slotermeer maken deel uit van het Friese merengebied.

## Monumenten
In de gemeente zijn er een aantal rijksmonumenten en oorlogsmonumenten, zie:
- Lijst van rijksmonumenten in Gaasterland-Sloten
- Lijst van oorlogsmonumenten in Gaasterland-Sloten

Het college van Burgemeester en Wethouders heeft ook een aantal gemeentelijke monumenten aangewezen. Deze lijst is nog onderwerp van overleg met de eigenaren van de monumenten.
Hoofdplaats: Joure     Stad: Sloten

Dorpen en gehuchten: Akmarijp · Bakhuizen · Balk · Bantega · Boornzwaag · Broek · Delfstrahuizen · Dijken · Doniaga · Echten · Echtenerbrug · Eesterga · Elahuizen · Follega · Goingarijp · Harich · Haskerhorne · Idskenhuizen · Kolderwolde · Langweer · Legemeer · Lemmer · Mirns · Nijehaske · Nijemirdum · Oldeouwer · Oosterzee · Oudega · Oudehaske · Oudemirdum · Ouwster-Nijega · Ouwsterhaule · Rijs · Rohel · Rotstergaast · Rotsterhaule · Rottum · Ruigahuizen · Scharsterbrug · Sint Nicolaasga · Sintjohannesga · Snikzwaag · Sondel · Terhorne · Terkaple · Teroele · Tjerkgaast · Vegelinsoord · Wijckel

Buurtschappen: Ballingbuur · Bargebek · Boornzwaag over de Wielen · Brekkenpolder · Commissiepolle · De Rijlst · Delburen · Finkeburen · Heide · Hooibergen · Nieuw Amerika · Onland · Schoterzijl (deels) · Schouw · Spannenburg · Tacozijl · Trophorne · Tweehuis · Vierhuis · Vrisburen · Westerend-Harich · Zevenbuurt

Friesland: Steden en dorpen      Nederland: Provincies · Gemeenten
Aengwirden (1934) · Almenum (1816) · Baarderadeel (1984) · Barradeel (1984) · het Bildt (2018) · Bolsward (2011) · Boornsterhem (2014) · Dokkum (1984) · Dongeradeel (2019) · Doniawerstal (1984) · Ferwerderadeel (2019) · Franeker (1984) · Franekeradeel (1984) · Franekeradeel (2018) · Gaasterland (1984) · Gaasterland-Sloten (2014) · Haskerland (1984) · Hemelumer Oldeferd (1984) · Hennaarderadeel (1984) ·  Hindeloopen (1984) · Idaarderadeel (1984) · IJlst (1984) · Kollumerland en Nieuwkruisland (2019) · Lemsterland (2014) · Leeuwarderadeel (2018) · Littenseradeel (2018) · Menaldumadeel (2018) · Nijefurd (2011) · Oostdongeradeel (1984) · Rauwerderhem (1984) · Schoterland (1934) · Skarsterlân (2014) · Sloten (1984) · Sneek (2011) · Stavoren (1984) · Tjum (1816) · Utingeradeel (1984) · Westdongeradeel (1984) · Wonseradeel (2011) · Workum (1984) · Wymbritseradeel (1984) · Wymbritseradeel (2010)

Grietenij · Kwartieren van Friesland